# Licomede (figlio di Creonte)
Licomede è un personaggio della mitologia greca.

## Il mito
Licomede, figlio di Creonte, re di Tebe, è un personaggio minore nell'Iliade, schierato dalla parte degli Achei.
Licomede viene menzionato tra i più giovani capitani greci giunti a Troia ed ha nella guerra un ruolo secondo piano. Svolse il ruolo di sentinella nel libro IX dell'Iliade. Nei combattimenti successivi, uccise Apisaone, un valoroso guerriero della Peonia, per vendicare la morte di Leiocrito, suo fedele compagno.
Secondo Pausania, egli sopravvisse alla guerra, pur venendo ferito al polso dalla lancia di Agenore.